# Mia Bay
Mia Bay es una historiadora estadounidense y actualmente ocupa la Cátedra Roy F. y Jeannette P. Nichols de Historia de los Estados Unidos, en la Universidad de Pensilvania. Se ha especializado en historia de los Estados Unidos, historia afroamericana e historia cultural. Ha sido autora de The White Image in the Black Mind: African-American Ideas About White People 1830-1925  y To Tell the Truth Freely: The Life of Ida B. Wells.

## Biografía y carrera
Bay obtuvo su doctorado de la Universidad de Yale en 1993, y es profesora de Historia de los Estados Unidos en la Universidad de Pensilvania. Ha impartido clases en la Universidad Rutgers, donde también se desempeñó como codirectora Seminario Atlántico Negro en el Centro de Análisis Histórico, y es miembro de la Organización de Historiadores Estadounidenses. En 2022, recibió el Premio Bancroft, por su obra Traveling Black: A Story of Race and Resistance.

## Obras
- The Ambidexter Philosopher: Thomas Jefferson in Free Black Thought, 1776-1877 (El filósofo ambidiestro: Thomas Jefferson en el pensamiento libre negro, 1776-1877) (obra en curso)
- Travelling Black: A Story of Race and Resistance (Negros en movimiento: Una historia de raza y resistencia). Cambridge, Massachusetts: Belknap Press de Harvard University Press, 2021.[8]
- Race and Retail: Consumption across the Color Line (Raza y comercio minorista: Consumo a través de la barrera racial). Estudios Rutgers sobre Raza y Etnia, 2015. (Editor y colaborador).[9]
- Freedom on My Mind: A History of African Americans, with Documents (Libertad sobre mi mente: Historia de los afroamericanos, con documentos). En coautoría con Deborah Gray White y Waldo Martin, Bedford Books, St. Martin's, 2012.[10]
- To Tell the Truth Freely: the Life of Ida B. Wells (Decir la verdad libremente: La vida de Ida B. Wells). Hill y Wang, 2009.[11][12][13][14][15][16]
- The White Image in the Black Mind: African-American Ideas About White People 1830-1925 (La imagen blanca en la mente negra: Ideas afroamericanas sobre las personas blancas, 1830-1925). Nueva York: Oxford University Press, 2000.[17]